# Фолмар I фон Сарверден
Фолмар I фон Сарверден (на немски: Folmar I Graf von Saarwerden; Volmarrus Graf von Saarwerden; † сл. 1149/1150/1165/1166) е граф на Сарверден.

## Произход
Той е единствен син на граф Фридрих I фон Сарверден († сл. 1131) и съппругата му Гертруд фон Бюкен от Лотарингия († сл. 1131).

## Фамилия
Фолмар I фон Сарверден се жени за Стефани фон Мьомпелгард († сл. 4 декември 1160), дъщеря на граф Дитрих II фон Мьомпелгард († 1163, Дом Скарпон) и Маргарета фон Клеве, дъщеря на граф Дитрих V фон Клеве († 1193) и графиня Маргарета от Холандия († 1203). Те имат двама сина:
- Лудвиг I фон Сарверден († сл. 1200), граф на Сарверден (1165/1166 – 1200), женен за Гертруд фон Дагсбург (Етихониди)
- Лудвиг II († сл. 1172/1176/1179)